# Republica Populară Polonă
Republica Populară Polonă (limba poloneză: Polska Rzeczpospolita Ludowa, PRL) a fost numele oficial al Poloniei din 1952 până in 1989, în timpul în care țara a fost condusă de comuniștii din Partidul Muncitoresc Unit Polonez (Polska Zjednoczona Partia Robotnicza, sau PZPR). Comuniștii au condus efectiv Polonia din 1944, dar numele nou al țării nu a fost adoptat până când nu a fost votată constituția din 1952.
Republica Populară Polonă a fost un stat suveran conform definițiilor date de dreptul internațional. În realitate, a fost totuși un stat satelit subordonat Uniunii Sovietice. Sovieticii au avut o mare influență în domeniul afacerilor externe și al celor interne. Forțele Armatei Roșii au staționat în Polonia până în 1989. Efectivele sovietice au variat de la 500.000 în 1945, la 120-150.000 în 1955  și 60-80.000 în 1989. Ministerul Securității Publice era înțesat de instructori sovietici. În 1945, generalii și instructorii sovietici formau 80% din cadrele ofițerești ale Wojsko Ludowe (Armata Populară), procentul scăzând la 30% –  40% în 1948. Comuniștii polonezi, care răspundeau numai în fața sovieticilor, dețineau controlul total al țării. Opoziția a fost persecutată și mai apoi suprimată, iar contrar înțelegerilor de la Conferința de la Ialta, nu s-au ținut alegeri libere și cinstite până în 1990.

## Istorie
La Conferința de la Ialta din februarie 1945, Stalin era capabil să prezinte aliaților occidentali, (Franklin Roosevelt și Winston Churchill), situația din Polonia drept un fapt împlinit. Armata Roșie ocupa țara, iar agenții sovietici, comuniștii polonezi, controlau administrația. Uniunea Sovietică era în plin proces de încorporare a teritoriilor din estul Poloniei care mai fuseseră sub stăpânirea sovietică din 1939 până în 1941, după ocuparea Poloniei ca urmare a înțelegerilor stipulate în Pactul Molotov-Ribbentrop. Drept compensație, URSS oferea Poloniei toate teritoriile germane din Pomerania, Silezia și Brandenburg de la est de linia Oder-Neisse ca și jumătatea sudică a Prusiei Răsăritene. Stalin era hotărât să facă toate presiunile de care era nevoie ca noul guvern polonez să fie controlat de comuniști. El a rupt în 1943 relațiile cu guvernul polonez în exil care se afla la Londra dar, pentru a-i liniști pe Roosevelt și Churchill, el a consimțit la Ialta ca să fie format un guvern de coaliție. Comuniștii dețineau cea mai mare parte a posturilor cheie din noul guvern iar, cu ajutorul sovietic, în scurtă vreme au câștigat controlul asupra întregii țări, câștigând mai mult sau mai puțin cinstit toate alegerile. Opoziția, condusă de Stanisław Mikołajczyk, a reușit să câștige doar o victorie, e drept, substanțială: Polonia și-a păstrat statutul de țară independentă, împotriva planurilor unor comuniști foarte influenți, așa cum era Wanda Wasilewska, care doreau ca Polonia să devină o nouă republică componentă a Uniunii Sovietice. 
Comuniștii au reușit să-și întărească puterea și să înceapă persecuțiile politice împotriva tuturor opozanților. Mulți dintre anticomuniști au hotărât să părăsească țara, alții au ajuns să fie judecați în procese spectacol, fiind mai apoi condamnați la mulți ani de închisoare sau la pedeapsa capitală.
În 1948 comuniștii și-au consolidat puterea prin formarea Partidului Muncitoresc Unit Polonez, (cunoscut în Polonia drept 'Partidul'). Comuniștii aveau să monopolizeze puterea politică până în 1989. În anii care au urmat, industria privată a fost naționalizată, terenurile agricole ale marilor proprietari au fost confiscate și, mai apoi, redistribuite țăranilor. Milioane de polonezi din teritoriile pierdute în răsărit au fost transferați în noile teritorii câștigate de la Germania. După 1948 Polonia a fost adusă la același numitor comun sovietic, atât din punct de vedere politic, fiind transformată într-una din  "democrațiile populare", cât și din punct de vedere economic, prin trecerea la economia socialistă planificată centralizată. Regimul s-a hotărât să înceapă colectivizarea agriculturii, deși ritmul în care se desfășura procesul era mai scăzut decât în alte țări surori. Polonia a rămas singura țară din blocul sovietic unde țăranii necooperativizați au continuat să dețină o poziție dominantă. În ciuda faptului că istoricii polonezi au estimat că între 200.000 și 400.000 au murit în timpul persecuțiilor politice postbelice, stalinismul în Polonia nu a atins culmile care au caracterizat represiunile comuniste din celelalte state satelite ale Moscovei.
În anul 1953 a fost arestat arhiepiscopul Stefan Wyszyński, eliberat în 1956 în contextul unor mișcări de protest. În iunie 1956 muncitorii din orașul industrial Poznań au intrat în grevă. În partid, dar și în rândurile intelectualității, au început să se ridice voci care chemau la reforme mai ample ale sistemului stalinist. Până în cele din urmă, s-a produs o schimbare la vârf, puterea fiind preluată de Władysław Gomułka, care l-a înlocuit pe Bolesław Bierut în fruntea guvernului. Durii staliniști au fost îndepărtați din funcțiile de conducere și ofițerii sovietici aflați la comandă în Armata Poloneză au fost destituiți. Aceste fapte au marcat sfârșitul Poloniei Staliniste. Dar, pe la mijlocul deceniului al șaptelea, Polonia a început să se confrunte cu dificultăți economice și politice. Cum popularitatea lui Gomułka era în cădere liberă iar "comunismul reformat" promovat de el și-a pierdut dinamismul, regimul a devenit din ce în ce mai puțin liberal și mai represiv.
Noua etapă a istoriei poloneze a început în decembrie 1970, când guvernul lui Gomułka a hotărât să oprească prăbușirea economică prin promovarea unor creșteri masive de prețuri ale alimentelor de bază. Protestele ample de stradă au dus la o altă schimbare majoră la conducerea guvernului, Gomułka fiind înlocuit cu Edward Gierek. Planul lui Gierek de refacere a economiei s-a bazat pe împrumuturi masive din Statele Unite și din Germania Federală, care urmau să fie folosite pentru reechiparea și modernizarea industriei, dar și pentru importul unor bunuri de larg consum, pentru a le da muncitorilor un imbold să lucreze. Deși împrumuturile au dus la dezvoltarea economiei poloneze, perioada fiind încă reamintită drept Epoca de Aur a Poloniei comuniste, repercusiunile evidente ale acestor împrumuturi asupra finanțelor țării se mai simt și azi. Această Epocă de Aur s-a sfârșit după criza energetică din 1973. Prăbușirea regimului  Gierek, atât din punct de vedere economic cât și din punct de vedere politic, a dus la crearea unei opoziții politice sub forma sindicatelor, a unor grupuri de studenți, a ziarelor și publicațiilor clandestine, a distribuirii de cărți și ziare importante, chiar și a unei „universități rapide”. 

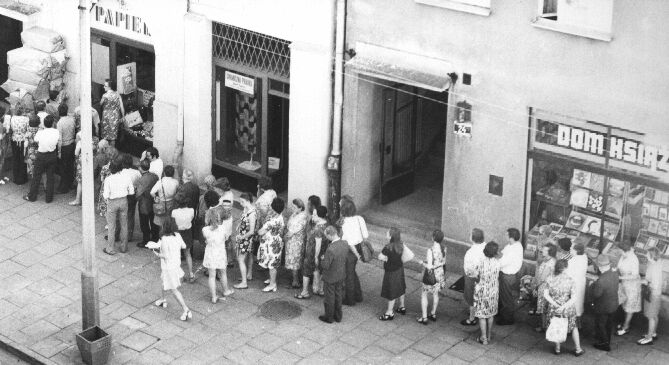
Oameni stând la rând pentru a cumpăra hârtie igienică, o imagine obișnuită în Polonia în deceniile al optulea și al nouălea în secolul

În această conjunctură, pe 19 octombrie 1978 arhiepiscopul de Cracovia, Karol Wojtyła, a fost ales papă, luându-și numele Ioan Paul al II-lea. Alegerea unui papă polonez a avut un efect electrizant asupra națiunii poloneze. Când Ioan Paul al II-lea s-a reîntors în Polonia în 1979, o jumătate de milion de oameni l-au ascultat vorbind în Varșovia, și aproximativ un sfert din populația țării a participat la slujbele în aer liber. Alături de cardinalul Stefan Wyszyński, papa Ioan Paul al II-lea a devenit conducătorul moral al Poloniei, făcând ca regimul comunist să fie mai degrabă ignorat. Papa nu a îndemnat la rebeliuni, în schimb a încurajat crearea unei "Polonii alternative", o Polonie a instituiților independente, astfel încât atunci când ar fi apărut o nouă criză, țara să fie pregătită să-i facă față.
Un nou val de greve au subminat guvernul comunist și, în septembrie, Gierek, care era bolnav, a fost înlocuit din funcția de lider al partidului de Stanisław Kania. Însă Kania nu a reușit să găsească soluții pentru oprirea erodării comunismului în Polonia. Dezordinile în domeniul muncii din anul 1980 au dus la formarea unui sindicat independent, Solidaritatea (în limba poloneză Solidarność). Sindicatul s-a format în septembrie 1980, fiind condus de la început de Lech Wałęsa. Sindicatul Solidaritatea a adunat în rândurile sale diverse forțe sociale anticomuniste, de la catolici de dreapta până la oameni ai stângii anticomuniste. Până la sfârșitul anului 1981, Solidaritatea avea nouă milioane de membri, un sfert din populația țării și de trei ori mai mult decât sindicatele oficiale. 

Wojciech Jaruzelski proclamând legea marțială (13 decembrie 1981)

Pe 13 decembrie 1981 șeful guvernului, Wojciech Jaruzelski, care devenise și șeful partidului comunist, temându-se de reacția sovietică, a interzis Solidaritatea, proclamând legea marțială în Polonia și închizându-i temporar pe cei mai mulți dintre liderii sindicatului. Guvernul a interzis Solidaritatea pe 8 octombrie 1982. Legea marțială a încetat formal să acționeze în iulie 1983, deși controlul asupra libertăților civile și a vieții politice, ca și raționalizarea alimentelor, au rămas în vigoare până la căderea comunismului. Aceste măsuri nu au împiedicat Solidaritatea să câștige sprijin popular și putere, erodând dominația partidului comunist, care în 1981 a pierdut aproximativ 85.000 din cei 3 milioane de membri. Până la căderea comunismului în Polonia, Solidaritatea a rămas o organizație subterană, suficient de puternică pentru a zădărnici eforturile lui Jaruzelski de stabilizare a regimului comunist.
Uciderea preotului Jerzy Popiełuszko de către trei ofițeri ai poliției politice în anul 1984 a contribuit la erodarea încrederii în regimul comunist. Grevele din întreaga țară din 1988 au fost unul dintre factorii care au forțat guvernul să înceapă un dialog cu Solidaritatea.
Din 6 februarie până în 15 aprilie 1989 s-au ținut convorbiri în 13 grupuri de lucru în 94 de sesiuni, care au devenit cunoscute drept „Convorbirile mesei rotunde” (în limba poloneză: Rozmowy Okrągłego Stołu), care au modificat radical forma guvernului și societății poloneze. Generalul Jaruzelski și-a dat demisia din funcția de conducător al Poloniei în 1990, la putere venind în decembrie Wałęsa. Până la sfârșitul lui august, a fost format un guvern de coaliție condus de Solidaritatea, iar în decembrie Wałęsa a fost ales președinte și și-a dat demisia din postul său din sindicat. Acesta a fost sfârșitul Republicii Populare Polonia.

## Guvern și politică
Guvernul și viața politică a Republicii Populare Poloneze au fost dominate de Partidul Muncitoresc Unit Polonez (Polska Zjednoczona Partia Robotnicza, PZPR). Ca urmare, Polonia a fost un stat cu partid unic de guvernământ, cu o ideologie comunistă, dependent de Uniunea Sovietică până acolo încât ar putea fi caracterizată ca stat marionetă.

## Economie
Polonia a suferit pierderi uriașe în timpul celui de-al doilea război mondial. Până în 1939, Polonia avea 35,1 milioane de locuitori, recensământul din 14 februarie 1946 a arătat a cifră de 23,9 milioane de cetățeni. Pierderile de resurse naționale și de infrastructură s-au ridicat la aproximativ 38%. În comparație cu țările occidentale, inclusiv Germania, Polonia era în principal țară agricolă. Ducerea la îndeplinire a sarcinilor uriașe legate de reconstrucția țării s-a împletit cu lupta noului guvern pentru stabilizarea puterii, totul fiind făcut mult mai dificil de lipsa de încredere a celei mai mari părți a populații în autoritățile comuniste. Eliberarea țării de către Armata Roșie și sprijinul dat comuniștilor polonezi au fost decisive pentru câștigarea puterii de către stânga politică în noul guvern.
Odată cu schimbarea frontierelor, Polonia a pierdut 77.000 km² în regiunile estice (Kresy), primind în schimb o zonă mai mică dar mai puternic industrializată pe linia Oder-Neisse în teritoriile recuperate.
Cum controlul asupra teritoriilor poloneze a trecut de la forțele de ocupație ale Germaniei Naziste la Armata Roșie și mai apoi în mâinile comuniștilor polonezi, noul sistem economic polonez a început să se îndrepte către economia socialistă planificată centralizat. Unul dintre cele mai importante măsuri luate de guvernul PKWN pe 6 septembrie 1944 a fost reforma agricolă. Toate proprietățile mai mari de 0.5 km² din Polonia antebelică și mai mari de 100 ha din teritoriile recuperate au fost naționalizate fără compensații. În total, 31.000 km² de pământ au fost naționalizate în Polonia și 5 milioane km² în teritoriile recuperate, din care 12.000 km² au fost redistribuite țăranilor, iar restul au rămas in mâinile guvernului. Cea mai mare parte din aceste pământuri au fost folosite în procesul de colectivizare și de creare a unităților agricole de tip colhoz – Państwowe Gospodarstwo Rolne, (PGR). Totuși, colectivizarea agriculturii poloneze nu a atins niciodată amploarea din Uniunea Sovietică sau din celelalte țări ale blocului răsăritean.
Naționalizarea a început de asemenea în 1944, prin preluarea controlului asupra întreprinderilor industriale germane din teritoriile recuperate. Cum naționalizarea nu era un proces popular, comuniștii au amânat reforma naționalizării până în 1946, când, după referendumurile 3xTAK, ei au ajuns să fie siguri că dețin controlul total asupra guvernului și se pot descurca cu eventualele proteste publice. Unele naționalizări semioficiale ale diferitelor întreprinderi germane au început chiar din 1944. în 1946, toate întreprinderile cu mai mult de 50 de angajați au fost naționalizate fără nici o compensație plătită proprietarilor polonezi. 

## Cultură

### Seriale TV
- Czterej Pancerni i Pies
- Stawka Większa niż Życie
- Czarne Chmury

### Filme artistice
- Krzyżacy
- Matka Joanna od Aniołów
- Bez znieczulenia
- Rejs
- Seksmisja

## Demografie
- Minoritățile din Polonia după război
- Schimbări în societatea poloneză între 1945 și 1989

## Geografie
Granițele Poloniei s-au modificat în mod dramatic după al doilea război mondial.

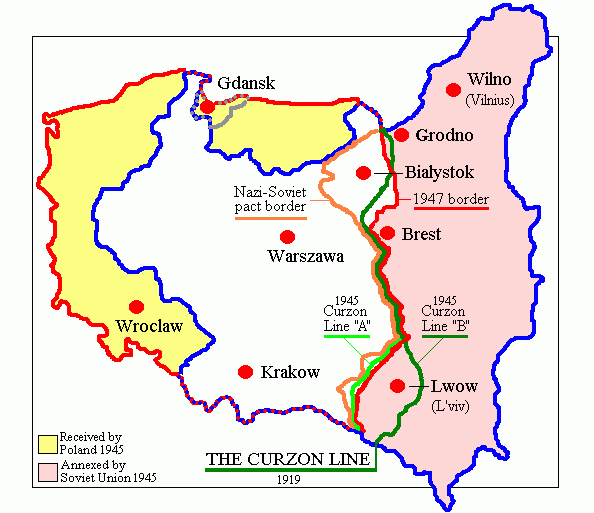
Vechile și noile granițe ale Poloniei, 1945

Republica Populară Polonă a fost împărțită în mai multe voievodate, (unități administrativ-teritoriale). După încheierea celui de-al doilea război mondial, noua împărțire administrativ teritorială s-a bazat pe cea antebelică. Zonele din răsărit care nu au fost anexate de Uniunea Sovietică și-au păstrat granițele aproape neschimbate. Noile teritorii vestice primite drept compensație pentru pierderile din răsărit au fost organizate în voievodatele: Szczecin, Wrocław, Olsztyn unit parțial cu  Gdańsk, Katowice și Poznań. Două orașe au primit statutul de voievodate: Varșovia și Łódź.
În 1950 au fost create noi voievodate: Koszalin - mai înainte parte a voievodatului Szczecin, Opole - mai înainte parte a voievodatului Katowice și Zielona Góra - mai înainte parte a voievodatului Poznań, Wrocław și Szczecin . în plus, alte trei orașe au primit statutul de voievodat: Wrocław, Cracovia și Poznań.
În 1973, organizarea teritorial-administrativă a Poloniei s-a schimbat din nou. Reorganizarea voievodatelor a fost în principal rezultatul a reformelor din 1973 și 1975 cu privire la autoguvernarea locală. În locul unei administrații cu trei trepte ierarhice, (voievodat, ținut, comună), a fost introdusă o ierarhie pe două niveluri: 49 de mici voievodate și comune. Cele mai mici trei voievodate: Varșovia, Cracovia și Łódź aveau un statut special de voievodate municipale. Președintele orașului (primarul) era de asemenea și guvernatorul provinciei.

### Divizunile administrative ale Republicii Populare Poloneze

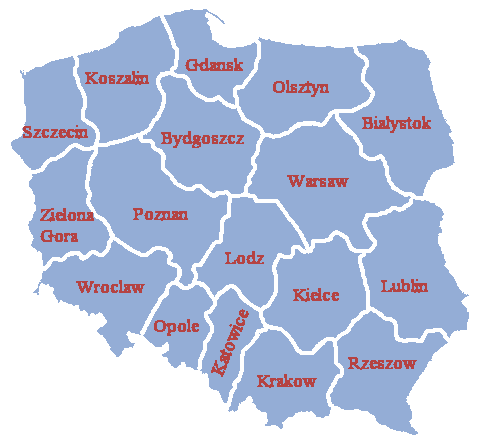
Voievodatele poloneze după 1957
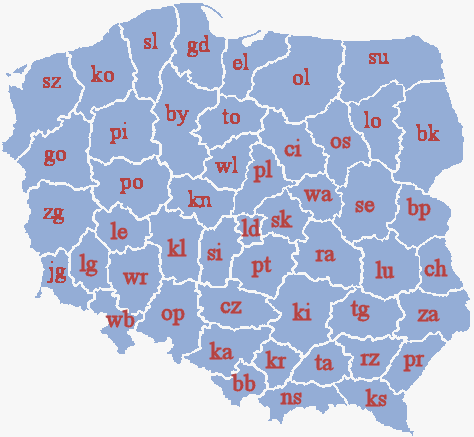
Voievodatele poloneze după 1975